# Poblado íbero de Cogulló
La colina del Cogulló, en el término municipal de Sallent (provincia de Barcelona, España), es el lugar de asentamiento de un poblado de época ibérica que constituye el yacimiento prerromano más importante de entre los conocidos hasta hoy en la comarca del Bages. Su situación en el margen derecho del Llobregat, en el centro del valle medio de este río, que era la vía natural de penetración hacia el Prepirineo, y su altura (474 metros sobre el nivel del mar), que le da un amplio dominio visual sobre buena parte de la comarca, conferían al poblado un indudable valor estratégico y, seguramente, una posición dominante, de capitalidad, sobre los otros núcleos de población de la zona. 
El poblado ocupa la cima de la colina y queda delimitado al este y al sur por un riscal, y al norte y al oeste por su propia muralla, que engloba una extensión de unos 5000 metros cuadrados. 
El yacimiento ha sido objeto de varias campañas de excavación que han permitido documentar los restos de dos calles y de diferentes casas, todas de planta cuadrangular y de medidas variadas que oscilan entre los 8 metros cuadrados y los 16 metros cuadrados; son muestra de una organización urbana muy regular, adaptada a la topografía de la montaña. 
La vida del poblado abarca una cronología que va desde el siglo VI a. C. hasta el siglo I a. C., distinguiéndose tres fases constructivas que se corresponden con tres niveles de pavimentación y con tres etapas de reestructuración de la muralla. La fase más antigua se sitúa en los siglo VI a. C. y siglo V a. C., cuando se debió construir el primer muro que cerraba el poblado. La fase II se data en el siglo IV a. C., y correspondería a la construcción de la muralla propiamente dicha. La fase III abarca del siglo III a. C. hasta el siglo I a. C., siendo la etapa de máxima extensión del poblado, que se amplió hacia el sur. 
El yacimiento ha proporcionado numerosos materiales representativos de esta larga secuencia cronológica, entre los que destacan las cerámicas de importación: Cerámica jónica, ática («de San Valentín» y de figuras rojas), precampaniana, protocampaniana y campaniana con sus variedades.